# Tierra de pasiones (película de 2004)
Nouvelle  France, en español Tierra de pasiones, es una  película dirigida por Jean Beaudoin en 2004, y protagonizada por Gérard Depardieu, David La Haye, Noémie Godin-Vigneau, Juliette Gosselin y Sébastien Huberdeau.
Para "New France", el productor Richard Goudreau buscó un director con especial sensibilidad a los personajes y acontecimientos históricos canadienses y encontró en Jean Beaudin lo que deseaba, autor de filmes como "En casa con Claude" o "Le Matou", clásicos del cine del país franco-anglófono. La cinta cuenta con un reparto internacional formado por Noémie Godin-Vigneau (Lo más cercano al cielo), David La Haye (Juegos de mujer), Sébastien Huberdeau (Las invasiones bárbaras), Irène Jacob (Tres colores: Rojo), Tim Roth (Rob Roy), Jason Isaacs (El patriota) y Gérard Depardieu (Cyrano de Bergerac). La cantante canadiense Céline Dion es la encargada de interpretar la canción principal de la película.[cita requerida]

## Sinopsis
La historia se sitúa en Nueva Francia, el actual Canadá, a mediados del siglo XVIII. Le Gardeur es un joven rebelde nacido en el seno de una familia burguesa quebequense. Su espíritu temerario le lanza a vivir en los bosques con los nativos americanos y a alejarse de su ciudad natal. Cuando François regresa a casa, se entera del fallecimiento de su padre y recibe una herencia de grandes deudas de los negocios sucios que llevaba su progenitor. En paralelo, nuestro protagonista se enamora de la hija del molinero, Marie-Loup, una joven avanzada a su época acusada de brujería. Ambos escapan de un país en decadencia, que comienza a ser colonizado por los ingleses.